# (2954) Delsemme
(2954) Delsemme (1982 BT1; 1944 DE; 1951 ER2; 1976 QJ2) ist ein ungefähr fünf Kilometer großer Asteroid des inneren Hauptgürtels, der am 30. Januar 1982 vom US-amerikanischen Astronomen Edward L. G. Bowell am Lowell-Observatorium, Anderson Mesa Station (Anderson Mesa) in der Nähe von Flagstaff, Arizona (IAU-Code 688) entdeckt wurde.

## Benennung
(2954) Delsemme wurde nach Armand H. Delsemme (1918–2017) benannt, der Professor für Astrophysik an der University of Toledo in Ohio war.